# (13673) Urysohn
(13673) Urysohn es un asteroide perteneciente al cinturón de asteroides descubierto por Paul G. Comba el 1 de junio de 1997 desde el Observatorio de Prescott.

## Designación y nombre
Designado provisionalmente como 1997 LC, fue nombrado  por Pavel Urysohn (1898-1924)  quien fue un topólogo ruso. Gran parte de su investigación se centró en el estudio de la dimensionalidad. Aunque su actividad científica duró solo unos cinco años, ejerció una profunda influencia en los desarrollos posteriores y sentó las bases de la escuela soviética de topología.

## Características orbitales
Urysohn está situado a una distancia media de 2,864 ua, pudiendo alejarse un máximo de 3,141 ua y acercarse un mínimo de 2,588 ua. Tiene una excentricidad de 0,097. Emplea 1770,48 días en completar una órbita alrededor del Sol.

## Características físicas
Urysohn tiene una magnitud absoluta de 14,89. 